# Mario Armano
Mario Armano   (Alessandria, 25 de juliol de 1946) és un pilot de bob italià, ja retirat, que va competir durant les dècades de 1960 i 1970.
El 1968 va prendre part en els Jocs Olímpics d'Hivern de Grenoble, on va guanyar la medalla d'or en la prova de bobs a 4 del programa de bob. Formà equip amb Eugenio Monti, Luciano de Paolis i Roberto Zandonella. Quatre anys més tard, als Jocs de Sapporo, fou quart en els bobs a dos i vuitè en el bobs a quatre.
En el seu palmarès també destaquen dues medalles d'or, una de plata i una de bronze al Campionat del món de bob.